# Август (курфюрст Саксонии)
Август I Саксонский (нем. August I. von Sachsen; 31 июля 1526[…], Фрайберг, Саксония — 11 февраля 1586, Дрезден) — курфюрст Саксонии, сын герцога Генриха Благочестивого от его брака с Катариной Мекленбургской.

## Биография
Август учился в школе в родном городе, затем провёл некоторое время при дворе короля Фердинанда в Праге, где подружился с его сыном Максимилианом, впоследствии императором. Слушал затем лекции в Лейпцигском университете.
В 1541 году он стал соправителем своего старшего брата Морица, к которому перешли отцовские наследственные земли, и позднее исполнял функции регента в его отсутствие. Впрочем, собственных земельных наделов, вопреки завещанию отца, он не получил, и был вынужден довольствоваться денежным содержанием. В 1544 году Августу было всё же передано управление Мерзебургским епископством.
В 1548 году он вступил в брак с Анной, дочерью Кристиана III Датского, которая приобрела всеобщее уважение как строгая лютеранка и бережливая хозяйка, родившая ему 15 детей, из которых пережили родителей только один сын и три дочери. По случаю бракосочетания Август смог, наконец, получить свой собственный двор; кроме того, в качестве летней и охотничьей резиденции ему был передан замок Волькенштайн в Рудных горах.
По смерти брата в 1553 году он унаследовал курфюршеское достоинство, но вместе с тем ему пришлось распутывать те политические недоразумения, которые возникли в правление брата, и врачевать раны, нанесённые стране войной. Подобно своему брату, он стремился к территориальным приобретениям, но действовал не оружием, а мирным путём, и удачно воспользовался обстоятельствами и благосклонностью императора. Ему удалось усилить свою власть и расширить свои владения. Три духовных владения — епископства Мерзебург, Наумбург и Майсен — пришли в большую зависимость от княжеской власти под влиянием Реформации.

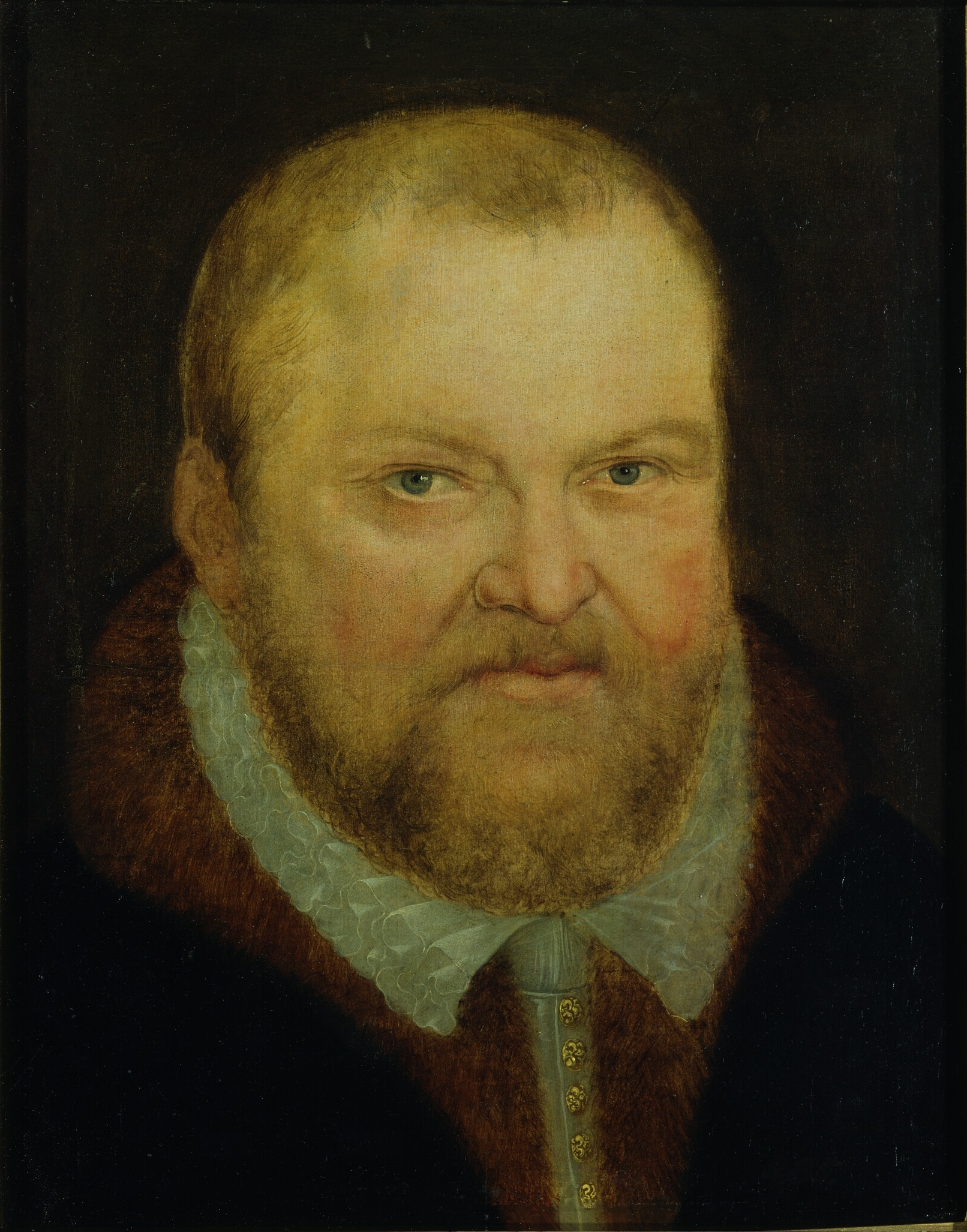
Лукас Кранах младший. Портрет Августа Саксонского

Воспользовавшись опалой Иоанна Фридриха, герцога Готы, осуждённого на вечное заключение за своё участие в восстании Вильгельма фон Грумбаха, он приобрёл его земли. Своим двоюродным братьям, сыновьям Иоанна Вильгельма Веймарского, он навязал свою опеку и, пользуясь этим, забрал значительную долю их наследства. В религиозном отношении он отличался нетерпимостью. Склонённый придворными теологами в пользу кальвинистического учения о таинстве причащения, он заставлял священников под страхом отрешения от должностей и изгнания проповедовать это учение не только в его собственной стране, но и во владениях опекаемых им двоюродных братьев, а впоследствии, когда он опять обратился в лютеранство, стал преследовать кальвинизм ещё строже, чем прежде лютеран. В 1580 году он издал Формулу Согласия, которая положила конец теологическим спорам внутри Лютеранства
При его правлении страна достигла высокой степени экономического развития. Окружив себя умными советниками, часто совещаясь с земскими чинами, он значительно поправил государственный механизм, хотя благодаря неумелости его преемников и внешним потрясениям скоро дела опять расстроились. Он поправил финансы, улучшил судебную организацию введением новых законов, известных под названием «Конституции» (21 апреля 1572 года) и представляющих соединение старонемецких юридических обычаев и римских норм. Но самую блестящую сторону его деятельности представляют его заботы об оживлении земледелия, ремёсел и торговли.
Август объездил свою страну по всем направлениям, велел составить карту Саксонии, покровительствовал обработке пустопорожних мест и на своих собственных доменах содержал образцовые хозяйства. Не менее заботился он об улучшении лесоводства и горного промысла. Дав убежище преследуемым за религиозные убеждения нидерландцам, он содействовал развитию промышленности и в особенности суконной и хлопчатобумажной мануфактуры. Заботясь об оживлении торговли, он улучшал дороги, покровительствовал лейпцигской ярмарке. Значительные суммы денег издерживал он на постройки в Дрездене и других городах. Не менее серьёзное внимание было обращено им на духовное развитие народа. Внутреннее устройство школ было улучшено, в обоих университетах учреждены новые кафедры, разведены ботанические сады и подробно намечены учебные программы. Дрезденская библиотека основанием своим обязана ему, так же как и большинство других научных и художественных коллекций, между прочим, Зелёная галерея. Любимым его занятием, кроме токарного мастерства, была алхимия, и эту последнюю склонность разделяла и его супруга, курфюрстина Анна. 3 января 1586 года, через три месяца после смерти супруги, Август женился во второй раз на 12-летней Агнессе Гедвиге, дочери князя Иоахима Эрнста Ангальтского.
Август умер в Дрездене 12 февраля 1586 года, спустя шесть недель после свадьбы, и погребён в Фрайбергском соборе.

## Потомки
В первом браке с Анной Датской и Норвежской (1532—1585) родилось 15 детей:
- Иоганн Генрих (1550—1550), курпринц Саксонский
- Элеонора (1551—1553)
- Елизавета (1552—1590), замужем за пфальцграфом Иоганном Казимиром Зиммернским (1543—1592)
- Александр[нем.] (1554—1565), курпринц Саксонский
- Магнус (1555—1558)
- Иоахим (1557—1557)
- Гектор (1558—1560)
- Кристиан I (1560—1591), курфюрст Саксонский, женат на принцессе Софии Бранденбургской (1568—1622)
- Мария (1562—1566)
- Доротея (1563—1587), замужем за герцогом Генрихом Юлиусом Брауншвейг-Вольфенбюттельским (1564—1613)
- Амалия (1565—1565)
- Анна (1567—1613), замужем за герцогом Иоганном Казимиром Саксен-Кобургским, развод в 1593 году
- Август (1569—1570)
- Адольф (1571—1572)
- Фридрих (1575—1577)

Внебрачная дочь:
- Катарина Сибилла (1584—1658), замужем за Фридрихом Мегендхофом